# Léa Chauvel-Lévy
Léa Chauvel-Lévy est une écrivaine française. Elle est aussi journaliste pour la presse écrite et la radio et tient la chronique hebdomadaire « À livre ouvert » dans la matinale de TSF JAZZ sur la littérature contemporaine, ancienne critique d'art, commissaire d’exposition et directrice des résidences LVMH Métiers d’Art.

## Biographie

### Enfance et formation
Après des études en classes préparatoires littéraires (hypokhâgne et khâgne) au lycée Condorcet, elle  étudie la philosophie politique et éthique à la Sorbonne puis à l’École des Hautes Etudes en Sciences sociales (EHESS). 

### Carrière

#### Art
Elle est directrice des résidences LVMH Métiers d’Art, directrice de publication et commissaire d’exposition indépendante,,.
Journaliste et critique d'art, elle écrit également dans des médias comme Slash et Vice,,. Dans ces articles, « Léa Chauvel-Lévy réduit ostensiblement les distances entre historiens et simples amateurs d'art tout en laissant libre cours à l'interprétation ».
Elle réalise en 2023 un documentaire pour France TV sur La Naissance de Vénus de Sandro Botticelli dans la culture populaire.

#### Littérature
Elle est aussi écrivaine. Elle est représentée par l’agence Intertalent.
En 2021, elle publie son premier roman, Simone, paru aux Editions de l’Observatoire. Il raconte la vie de la première épouse d'André Breton, Simone Kahn,.  « Le premier roman de Léa Chauvel-Lévy, commissaire d’exposition, restitue la vie artistique et mondaine parisienne de ce début de XXe siècle et peint un beau portrait d’une femme souvent submergée par la tristesse. Plus tard, Simone deviendra galeriste » écrit Libération.
En 2024 paraît son deuxième roman aux Editions JCLattès qu'elle écrit notamment en résidence à la Villa Médicis. Une demande folle est un roman court qui parle de filiation et de reconnaissance à travers l'histoire d'une femme de 28 ans dont le père lui demande de l’accompagner en Suisse pour effectuer un test de paternité. Cette histoire a été vécue par l'autrice,.

## Œuvre
Romans
- Simone (2021) (Editions de l’Observatoire)
- Une demande folle (2024) (Editions JC Lattès)

## Distinctions
- 2021 : Prix du Premier Roman « Méo-Camuzet » pour Simone (Éditions de l'Observatoire) au festival Livres en Vignes[13]
- 2024 : finaliste du Prix Orange du livre pour Une demande folle (Éditions JCLattès)
- 2024 : finaliste du Prix La Ponche pour Une demande folle (Editions JCLattès)